# Stane Gabrovec
Stane Gabrovec, slovenski arheolog, predavatelj in akademik, * 18. april 1920, Kamnik, † 12. januar 2015.
Od leta 1969 je predaval prazgodovinsko arheologijo na Filozofski fakulteti Univerze v Ljubljani.
Bil je član Slovenske akademije znanosti in umetnosti in Bavarske akademije znanosti.
Leta 2000 je prejel Zoisovo nagrado za življenjsko delo.